# Thuja
 "Tuja" omdirigeres hertil. For andre betydninger af Tuja, se Tuja (18. dynasti).
Thuja (Thuja) er en mindre planteslægt med fem arter. Det er en slægt af stedsegrønne nåletræer og buske med skælklædte kviste. Slægtens medlemmer er giftige pga. indhold af thujon. Et vigtigt slægtskendetegn overfor Ædelcypres er koglerne. Hos sidstnævnte er de kuglerunde, mens de hos Thuja er krukkeformede.
| Arter |

- Almindelig thuja (Thuja occidentalis)
- Japansk thuja (Thuja standishii)
- Kæmpethuja (Thuja plicata)
- Koreathuja (Thuja koraiensis)
- Thuja sutchuenensis

Livstræ er tidligere kendt som Thuja orientalis, men har i dag fået sin egen slægt, og er derfor blevet omdøbt til Platycladus orientalis.